# Oberfinanzdirektion Münster
Die Oberfinanzdirektion Münster war die Oberfinanzdirektion (OFD) für Westfalen mit Sitz in Münster. Mitte 2013 wurde die Zusammenlegung mit der Oberfinanzdirektion Rheinland zur landesweiten Oberfinanzdirektion Nordrhein-Westfalen vorgenommen. Dienstsitz der neuen OFD NRW ist Münster, bis Mitte April 2016 am Standort der ehemaligen OFD Münster, seitdem im Neubau am Albersloher Weg 250. Ein weiterer – gleichgestellter – Dienstsitz der OFD NRW befindet sich in Köln am Standort der ehemaligen OFD Rheinland.
Von 2005 bis zu seinem Eintritt in den Ruhestand wurde die Behörde von Oberfinanzpräsident Hans-Georg Grigat geleitet.

## Gebäude

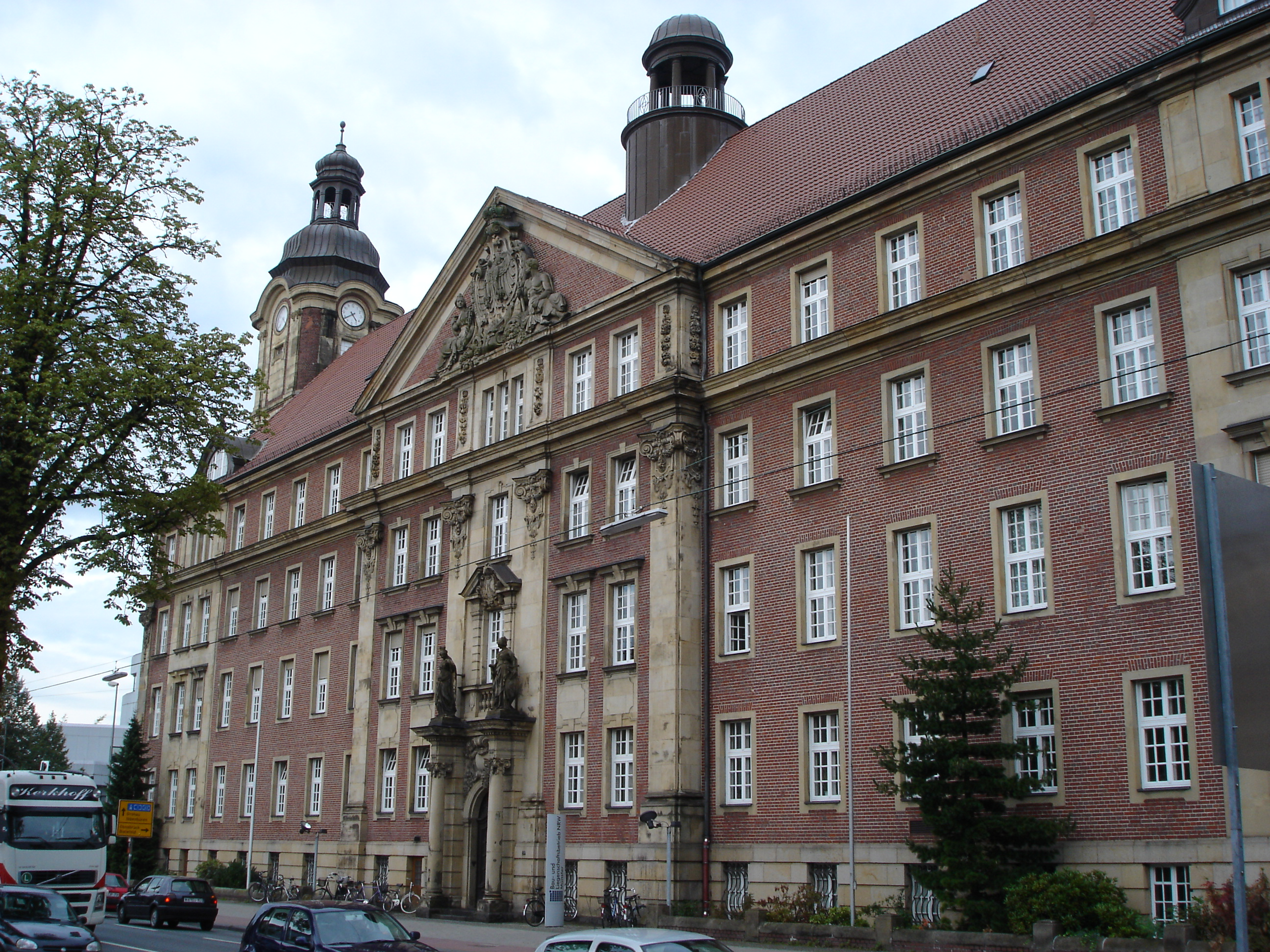
Ehemaliges Gebäude der OFD am Hohenzollernring (1914–1966)

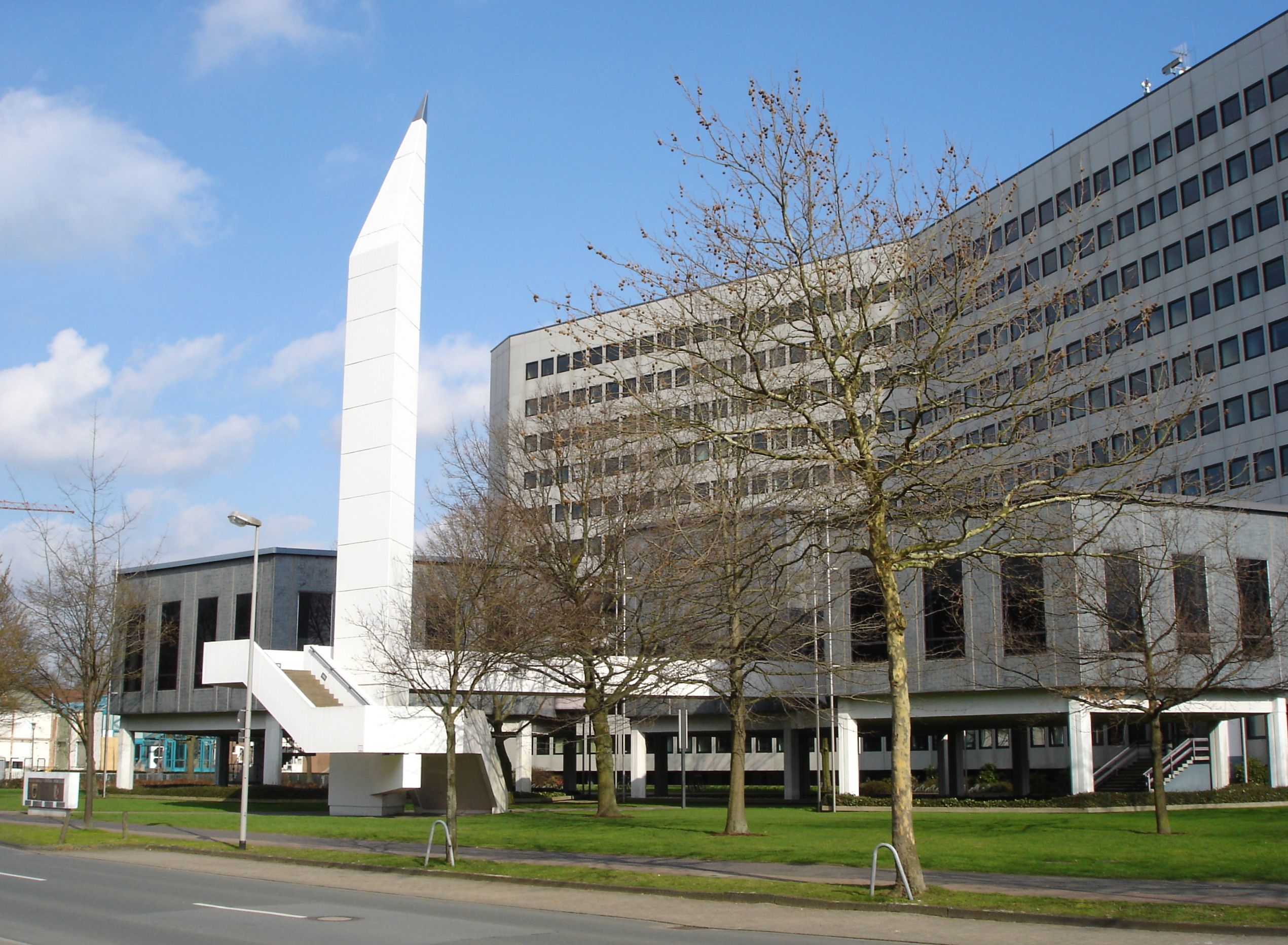
Ehemaliges Gebäude der OFD an der Andreas-Hofer-Straße (1966–2016)

Bis 1966 hatte die Behörde ihren Sitz in dem Gebäude auf dem Eckgrundstück Warendorfer Straße / Hohenzollernring, das 1912–1914 für die damalige Oberfinanz- und Oberzolldirektion Münster im Stil des Neobarocks erbaut wurde. Es steht unter Denkmalschutz und wird heute vom Bau- und Liegenschaftsbetrieb des Landes Nordrhein-Westfalen, dem Zoll und dem Finanzamt für Groß- und Konzernprüfung Münster genutzt. Das Finanzamt Münster-Innenstadt hatte bis Ende 2013 eine Außenstelle in dem Gebäude.
Seit 1966 saß die OFD im Osten von Münster, in einem 150 Meter langen Verwaltungsgebäude an der Andreas-Hofer-Straße. Geplant wurde der Bau vom Düsseldorfer Architekturbüro Hentrich, Petschnigg und Partner (HPP). Wegen PCB-Belastung konnte dieses Gebäude nicht weiter genutzt werden. Nach dem Umzug der Behörde an den Albersloher Weg im Jahr 2016 wurde das Gebäude entkernt und ab Januar 2017 abgebrochen.
Im Juli 2013 wurde mit dem Bau eines neuen Verwaltungsgebäudes im Gewerbepark Münster-Loddenheide, Albersloher Weg / Martin-Luther-King-Weg, begonnen. Der Umzug erfolgte Mitte April 2016. Neben der Oberfinanzdirektion NRW sind das Finanzamt für Groß- und Konzernbetriebsprüfung Münster, das Finanzamt für Steuerstrafsachen und Steuerfahndung Münster und die Außenstelle Münster des Landesamts für Besoldung und Versorgung NRW in dem Neubau untergebracht.